# Maxximus G-Force
La Maxximus G-Force est une supercar construite par Maxximus Technologie sur une base Ultima GTR.

## Moteur
La Maxximus G-Force est dotée d'un V8 emprunté à Chevrolet, basé sur le moteur de 7 litres de cylindrée de la Corvette. La puissance développée est de 1 600 ch grâce à deux turbocompresseurs.

## Performances
La Maxximus G-Force passe de 0 à 100 km/h en 2,134 s, atteint 160 km/h en 5,3 s.